# Leopold Vietoris
Leopold Vietoris (Bad Radkersburg, 4 de junho de 1891 — Innsbruck, 9 de abril de 2002) foi um matemático austríaco. Veterano da Primeira Guerra Mundial, foi um supercentenário. Ele nasceu em Radkersburg e morreu em Innsbruck.

## Biografia
Estudou matemática e geometria na Universidade Técnica de Viena. Vietoris foi redigido em 1914 na Primeira Guerra Mundial e foi ferido em setembro. Em 4 de novembro de 1918, uma semana antes do Armistício de Villa Giusti, ele se tornou um prisioneiro italiano de guerra. No outono de 1928, ele se casou com sua primeira esposa, Klara Riccabona, que morreu ao dar à luz a sexta filha. Em 1936, ele se casou com a irmã de Klara, Maria Riccabona.
Leopold e sua esposa Maria Josefa Vincentia von Riccabona zu Reichenfels (18 de julho de 1901 — 24 de março de 2002) que morreu aos 100 anos, se tornaram um dos casais mais velhos do mundo, tendo a sétima maior idade agregada de um casal (idade total combinada). A idade combinada no final do casamento, 211 anos e 177 dias, é a segunda maior registrada.
Vietoris foi sobrevivido por suas seis filhas, 17 netos e 30 bisnetos.
Vietoris permaneceu cientificamente ativo em seus últimos anos, até mesmo escrevendo um documento sobre somas trigonométricas aos 103 anos. 

Vietoris tornou-se o homem austríaco verificado mais velho de sempre.